# Bögge (Adelsgeschlecht)

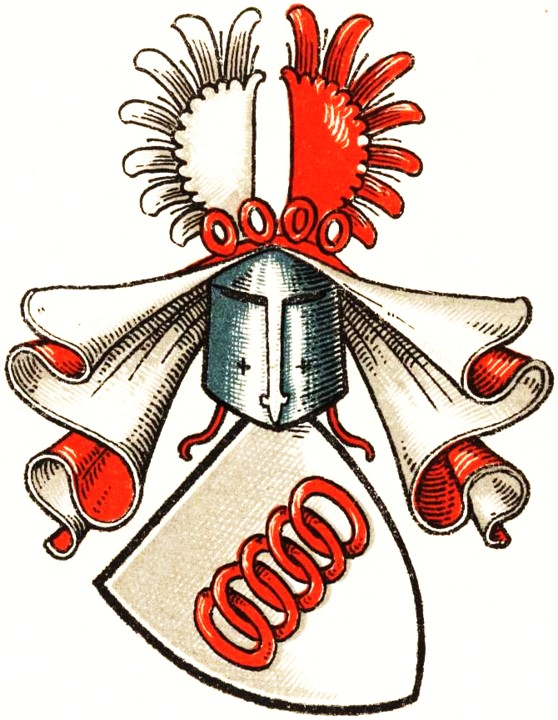
Wappen derer von Bögge

Die Herren von Bögge (auch: Bocge, Bocke, Bugge o. ä.) waren ein westfälisches Adelsgeschlecht, das eines Stammes mit den Herren von Boenen war.

## Geschichte
Der namensgebende Stammsitz des Geschlechts war Haus Bögge, ein uraltes Lehngut der Essener Abtei Werden in Bönen im Kreis Unna. Das Haus selbst wird erstmals 1258 erwähnt. Die aufsitzenden Herren von Bögge erscheinen mit Walpert von Bögge (urkundl. 1210–1226) bereits ab 1210. Später wurden die Grafen von der Mark Lehnsherren, die die borch to Bögge 1392 in ein Verzeichnis ihrer Absteigequartiere aufnahmen. Durch Heirat ging das Haus 1543 von den von Bögge an die von Hoete.
Nördlich von Haus Bögge, im heutigen Hammer Stadtteil Pelkum, lag ein weiteres Gut, das ebenso im Besitz der Abtei Werden war, das Haus Northof. Nach Haus Northof nannte sich ein Zweig derer von Bögge, deren bekanntestes Mitglied der märkische Geschichtsschreiber Levold von Northof (1279–ca. 1360) war.
Darüber hinaus saß die Familie auf Burg Raffenberg im heutigen Hammer Stadtteil Lerche. 1360 kam die Burg durch Heirat der Johanna von Bögge mit Wilhelm von Werne an dessen Familie. Auch der Grevinghof im heutigen Westerbönen war 1392/93 als märkisches Lehen im Besitz der Herren von Bögge. Als Lehnsnehmer erscheint Wennemar von Bögge.
In Soest kommt die Familie ebenfalls sehr früh vor. Schon 1240 erscheint Johannes Bogge unter den Patriziern. 1300 war Bruno von Bögge ein bedeutender Bankier. Im weiteren Verlauf des 13. Jahrhunderts stellte die Familie, die auch zur kölnischen bürgerschaftlichen Ministerialität gehörte, fünf Ratsmitglieder, drei Richter und drei Soester Bürgermeister.
Die Familie kommt mit Johann von Bögge noch 1571 vor.

## Wappen
Blasonierung: In Silber eine querliegende rote Kette, zuweilen auch vier querliegende rote Ringe. Auf dem Helm vier rote Ringe wie ein Wulst gelegt, darüber ein offener Flug, rechts silber, links in rot. Die Helmdecken sind rot-silber.
Alternativ ist die Kette auch hängend dargestellt, wie bei Herren von Boenen.

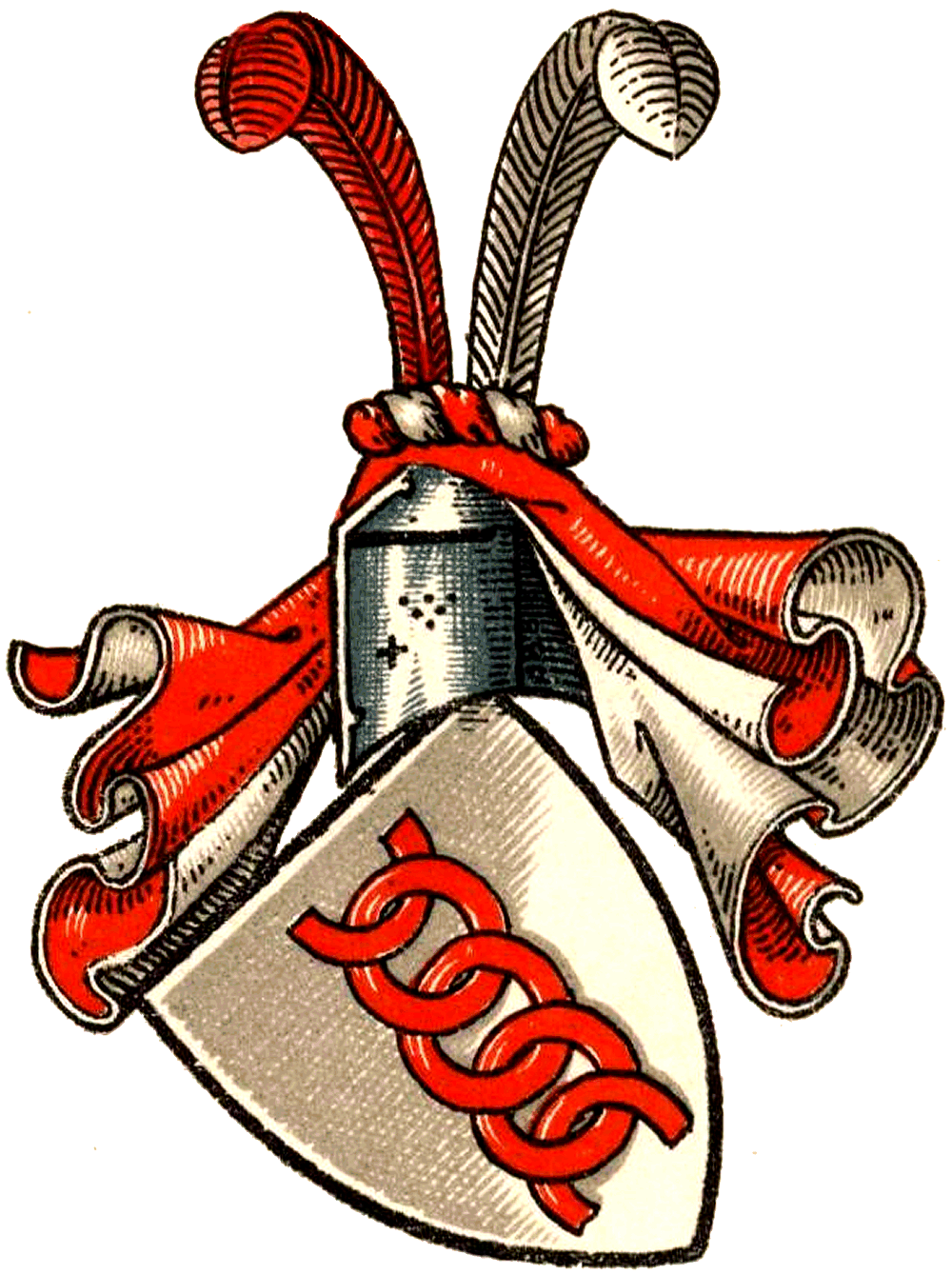
Wappen derer von Boenen
Wappen der Stadt Bönen

## Namensträger
- Adolf von Bögge, 1254 Kleriker der Abtei Werden[1]
- Bruno von Bögge (d. A.), 1282–1284 Soester Bürgermeister
- Bruno von Bögge (d. J.), 1293/94, (1296/97) 1297/98 Soester Bürgermeister
- Dietmar (Detmar) von Bögge, 1269–1271 Soester Bürgermeister
- Gerhard von Bögge, 1422–1423 Komtur des Deutschen Ordens von Ascheraden nahe der heutigen lettischen Stadt Aizkraukle
- Hermann von Böcge, 1426 Richter zu Kamen[5]